# Каспер (фильм)
«Каспер» (англ. Casper) — фильм Брэда Силберлинга. Главные роли в фильме исполнили: Кристина Риччи, Билл Пуллман и Кэти Мориарти. Слоган фильма: «Дружба превыше всего».

## Сюжет
Грезящий о погибшей жене Амелии, специалист по паранормальным явлениям доктор Харви путешествует вместе со своей дочерью Кэт по всей стране, надеясь войти наконец в контакт со своей любимой. Таким образом, отец с дочерью оказываются в Уипстафе — поместье, в котором обитают три злых призрака (Стретч, Стинки и Фатсо). Владелица особняка, мисс Керриган, нанимает доктора Харви для их изгнания в надежде найти якобы спрятанные в замке сокровища. И вот Кэт знакомится с Каспером — дружелюбным привидением ребёнка, отличающимся от своих злых дядек.
Тем временем мисс Керриган приказывает своему адвокату Дибсу следить за доктором Харви и Кэт, успевшей подружиться с Каспером. Девочка хочет устроить вечеринку, чтобы понравиться своим новым одноклассникам, в особенности, парню по имени Вик. Обстоятельства складываются так, что доктор Харви становится призраком, а лекарства, которое изобрёл отец Каспера, хватает только на одного…
Пожертвовав возможностью снова стать человеком, Каспер получает шанс потанцевать с Кэт на балу — призрак Амелии превращает Каспера в живого мальчика всего на один час.

## В ролях
- Малачи Пирсон — Каспер (МакФадден), привидение (озвучивание)
- Девон Сава — Каспер в живом обличии
- Кристина Риччи — Кэйтлин «Кэт» Харви, дочь Джеймса и Амелии Харви
- Билл Пуллман — доктор Джеймс Харви, муж Амелии, отец Кэт
- Эми Бреннеман — Амелия Харви, дух, покойная жена Джеймса, мать Кэт
- Кэти Мориарти — Керриган Критенден
- Эрик Айдл — адвокат Пол «Дибс» Плуцкер
- Джо Найпот — Стретч, привидение (озвучивание)
- Джо Аляски — Стинки, привидение (озвучивание)
- Брэд Гарретт — Фатсо, привидение (озвучивание)
- Гэретт Рэтлиф Хенсон — Вик де Филлиппи, парень Эмбер
- Джессика Уэссон — Эмбер Уайтмайр, подружка Вика
- Чонси Леопарди — Ники
- Бен Стайн — мистер Руг
- Дон Новелло — отец Гвидо Сардуччи
- Фред Роджерс — мистер Роджерс
- Уэсли Томпсон — мистер Кёртис
- Дэн Эйкройд — охотник за привидениями
- Джесс Харнелл — Арнольд (озвучивание)
- Клинт Иствуд — эпизод
- Родни Дэнджерфилд — эпизод
- Мел Гибсон — эпизод

## Факты
- Несмотря на комедийность фильма, в нём, тем не менее, очень много мрачных оттенков, касающихся смерти и незаконченных дел людей на земле. Это же можно сказать и о мультфильмах про Каспера, где изображаются привидения маленьких детей, щенков и  животных, что означает, что они умерли в этом возрасте.
- В фильме появляется Дэн Эйкройд (09:22) в роли Рэя Стэнца — одного из четырёх охотников за привидениями. Многие знаменитости появились как камео, в том числе Родни Дэнджерфилд, Мел Гибсон, Клинт Иствуд.
- Фамилия Каспера — Мак-Фэйдден. Её можно увидеть в газетном заголовке статьи про его отца, которую читает Кэт. В целом это единственная экранизация про Каспера, в которой раскрываются его прошлое и причина смерти.
- Это второй фильм, где Кристина Риччи влюбляется в Девона Саву (который играет тут Каспера в человеческом обличии). Любовные отношения были у их героев в фильме «Сейчас и тогда».